# Андорра на зимних Паралимпийских играх 2018
Андорра на зимних Паралимпийских играх 2018 года в Пхёнчхане была представлена одним спортсменом (Рогер Пуиг Дави) в соревнованиях по горнолыжному спорту.

## Состав и результаты

### Горнолыжный спорт
| Соревнования      | Класс | Спортсмены     | Заезд 1/ Скоростной спуск | Заезд 1/ Скоростной спуск | Заезд 2/ Слалом      | Заезд 2/ Слалом      | Заезд 3/ Кросс | Заезд 3/ Кросс | Время   | Место |
| Соревнования      | Класс | Спортсмены     | Время                     | Место                     | Время                | Место                | Время          | Место          | Время   | Место |
| ----------------- | ----- | -------------- | ------------------------- | ------------------------- | -------------------- | -------------------- | -------------- | -------------- | ------- | ----- |
| Скоростной спуск  | Стоя  | Рожер Пуч Дави | 1:36.58                   | 22                        | не выступал          | не выступал          | не выступал    | не выступал    | DNF     | —     |
| Супер-гигант      | Стоя  | Рожер Пуч Дави | Нет данных                | Нет данных                | Нет данных           | Нет данных           | Нет данных     | Нет данных     | 1:32.97 | 23    |
| Суперкомбинация   | Стоя  | Рожер Пуч Дави | DNF                       | DNF                       | Завершил выступление | Завершил выступление | Нет данных     | Нет данных     | —       | —     |
| Слалом            | Стоя  | Рожер Пуч Дави | 1:06.68                   | 24                        | 57.75                | 17                   | Нет данных     | Нет данных     | 2:04.43 | 20    |
| Гигантский слалом | Стоя  | Рожер Пуч Дави | DNF                       | DNF                       | Завершил выступление | Завершил выступление | Нет данных     | Нет данных     | —       | —     |